# Office for Metropolitan Architecture

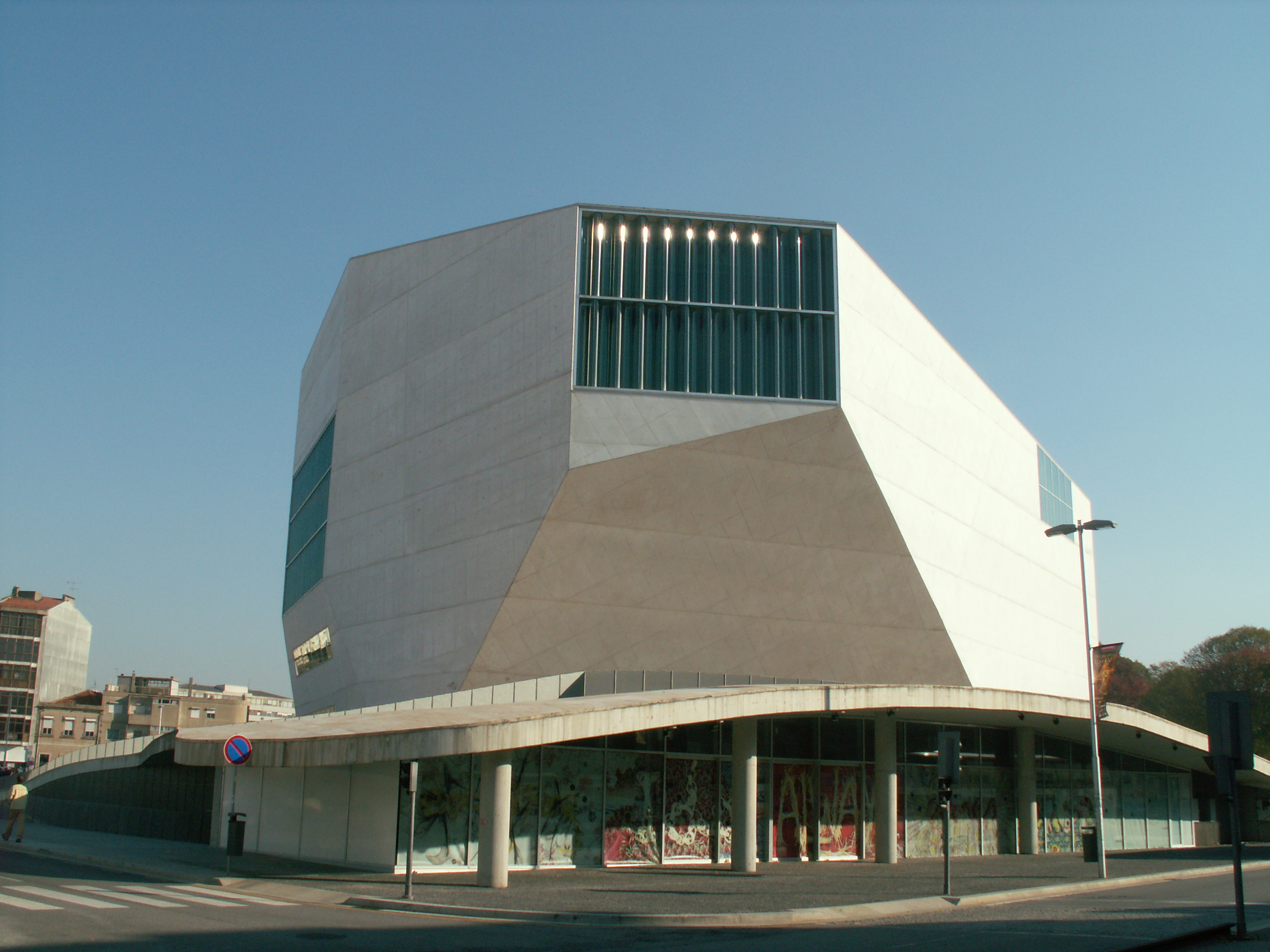
Casa da Música i Porto, 2005.

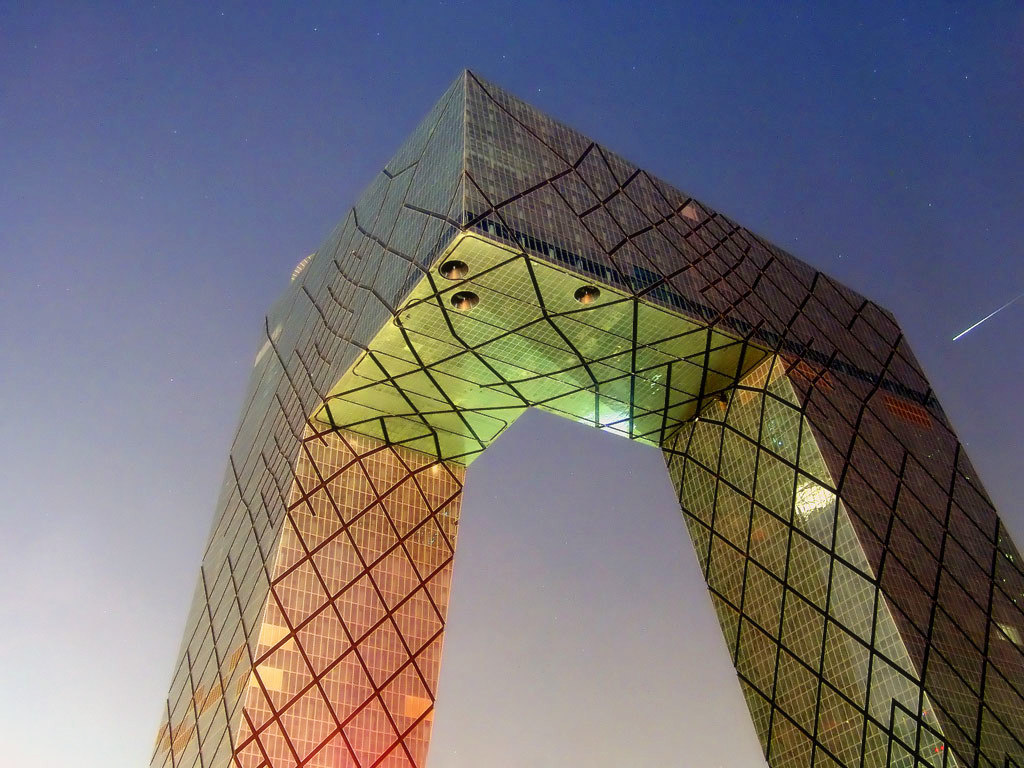
CCTV:s huvudkontor i Peking, 2011.

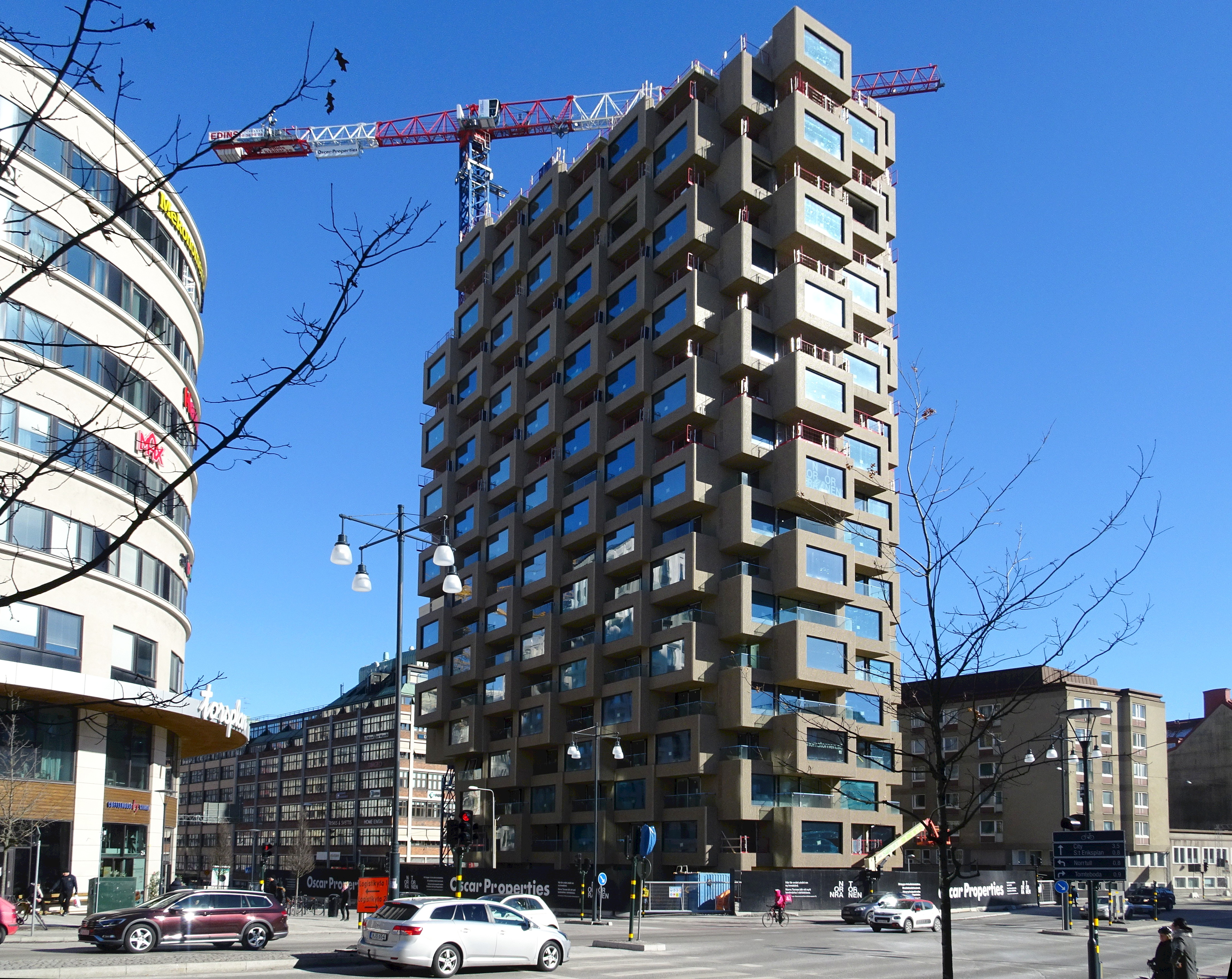
Norra tornen i Stockholm, 2017 (östra tornet under uppförande, mars 2018).

Office for Metropolitan Architecture (OMA) är ett nederländskt, internationellt verksamt arkitektkontor med säte i Rotterdam. 

## Historik
OMA grundades 1975 av bland andra arkitekten Rem Koolhaas som fortfarande (2018) leder kontoret. Bland tidiga delägarna fanns Zaha Hadid som 1980 grundade ett eget arkitektkontor i London och Kees Christiaanse som 1989 startade egen verksamhet i Rotterdam. OMA drivs idag av ett tiotal partners och har totalt omkring 290 medarbetare. Företaget har filialkontor bland annat Doha, Dubai, Peking, Hongkong och New York. 

## Verksamhet
OMA har internationellt blivit känt för sin avantgardistisk och modernistisk nutidsarkitektur. Tvillingtornen Norra tornen i Stockholm ritades av OMA 2017 och beräknas vara inflyttningsklara 2018 respektive 2020.

### Utförda projekt (urval)
- 1987: Nederlands Dans Theater, Den Haag
- 1987: Koolhaas-Haus, vid Checkpoint Charlie, Berlin
- 1993: Kunsthal Rotterdam, Rotterdam
- 1997: Educatorium, Utrecht
- 2002: Nedeländska ambassaden, Berlin
- 2002: Zeche Zollverein, Essen (ombyggnad)
- 2003: Illinois Institute of Technology, Chicago
- 2005: Casa da Música, Porto, Portugal
- 2005: National University Museum of Art, Seoul, Sydkorea
- 2011: CCTV:s huvudkontor, Peking.
- 2017: Norra tornen, Stockholm.

## Utmärkelser
- 2005: Europeiska unionens pris för samtidsarkitektur